# الکس مونیس
الکس مونیس (انگلیسی: Alex Monis؛ زادهٔ ۲۰ مارس ۲۰۰۳) بازیکن فوتبال اهل ایالات متحده آمریکا است.
وی همچنین در تیم ملی فوتبال United States U16 بازی کرده‌است.